# John Sassamon
John Sassamon (* vor 1633; † 1674 oder 1675) war ein Indianer vom Stamm der in den Neuengland-Staaten lebenden Wampanoag-Indianer. Er wurde zu Beginn des 17. Jahrhunderts in Massachusetts geboren.
Er arbeitete als Dolmetscher für die Siedler Neuenglands und gab den Anstoß zur ersten Bibelübersetzung in eine indianische Sprache. Ende 1674 warnte er den Gouverneur der Plymouth-Kolonie vor einem bevorstehenden Angriff seines Stammes und wurde kurz danach ermordet. Die Hinrichtung der drei Mörder führte zum blutigen Indianer-Aufstand „King Philip’s War“ 1675/76, der nach dem englischen Namen des Häuptlings Metacomet benannt wurde.

## Biografie
Sassamons Eltern starben während einer Pockenepidemie im Jahr 1633. Vermutlich wurde John von einer Puritaner-Familie adoptiert, die ihm die englische Sprache beibrachte und ihn christlich zu einem betenden Indianer erzog.
In seiner Jugend machte Sassamon die Bekanntschaft mit John Eliot, einem Priester und Missionar. Dieser gab ihm sowohl Englisch- als auch Bibelunterricht und wurde als Gegenleistung von Sassamon in der zu den Algonkin-Sprachen gehörenden Massachusett-Sprache unterrichtet, die auch die Sprache der Wampanoag war. Diese Sprachkenntnis ermöglichte es Eliot, die erste Bibelübersetzung vom Englischen ins Massachusett zu erstellen (Mamusse Wunneetupanatamwe Up-Biblum God). Sassamon arbeitete während des 1637 ausgebrochenen Pequot-Krieges als Dolmetscher, wobei er auf Seite der Siedler kämpfte.
Als Father Eliot im Jahre 1651 die Gebetsstadt Natick in Massachusetts gründete, beschäftigte er Sassamon als Lehrer für Englisch und religiöse Erziehung. Sassamon konnte sowohl Englisch sprechen als auch lesen und schreiben. Das verhalf ihm dazu, 1653 das Harvard College zu besuchen. Er blieb dort aber nur kurze Zeit. Trotzdem ist diese Leistung bemerkenswert, da zu dieser Zeit noch kein offizielles Indianerkollege existierte.
Nach seiner Rückkehr aus Harvard wandte sich Sassamon vom Leben der Puritaner ab und den Indianern zu. Er arbeitete als Dolmetscher für verschiedene Wampanoag-Häuptlinge. Einen engen Kontakt unterhielt er zu Metacomet, der auch als King Philip bekannt wurde. Der Wunsch der Siedler, Sassamon möge ihn zum Christentum bekehren, ging jedoch nie in Erfüllung.
Sassamon besaß eine besondere Rolle in der damaligen Gesellschaft. Als Massachusett sprechender Indianer beherrschte er die englische Sprache und bewegte sich gewandt in beiden Gesellschaftsstrukturen. Gleichzeitig traute man ihm in keiner Gesellschaft vollständig.
Nach einigen Jahren verließ Sassamon die Indianer und wandte sich wieder den Puritanern zu. 
Im Dezember 1674 warnte er Josiah Winslow, den Gouverneur der Plymouth-Kolonie, vor einem bevorstehenden Angriff der Wampanoag unter Führung von Metacomet. Diese Warnung wurde von den Weißen ignoriert. Kurze Zeit später fand der angekündigte Überfall statt und Sassamon verschwand spurlos. Etwa zwei Monate später fand man seine Leiche im zugefrorenen Assowamsett-Tümpel bei Middleborough, Plymouth County. Zuerst wurde vermutet, dass Sassamon ertrunken sei, aber schließlich entstand durch eine Zeugenaussage des Indianers Patuckson der Mordverdacht gegen drei von King Philips Männern (Tobias, Wampapaquan, Mattshunannamo). Deren Hinrichtung führte in mehreren Stufen zum Indianer-Aufstand von 1675/76, genannt „König Philips Krieg“.

## Mordfall John Sassamon
Beteiligte:
- Patuckson war ein Indianer nicht bekannter Stammeszugehörigkeit, vermutlich Wampanoag. Er war Zeuge des Mordes.
- Mattshunannamo  war ein Pokanoket-Indianer und wurde wegen des Mordes hingerichtet.
- Wampapaquan war ein Pokanoket-Indianer. Er war der Sohn des Indianers Tobias und wurde ebenfalls wegen Mordes hingerichtet.
- Tobias war ein Pokanoket-Indianer. Er war der Vater von Wampapaquan und wurde wegen des Mordes an John Sassamon hingerichtet.

Im Februar oder März des Jahres 1675 wurde John Sassamon tot in einem zugefrorenen Tümpel nahe Plymouth gefunden. Ursprünglich vermutete man, dass Sassamon ertrunken war. Der Indianer Patuckson meldet sich jedoch als Augenzeuge eines Mordes. Er berichtete von einem Hügel aus beobachtet zu haben, dass drei Pokanoket-Indianer Sassamon ermordet und seine Leiche in einem zugefrorenen Tümpel versenkt hatten. Nach Patucksons Aussage handelte es sich bei den Mördern um die Indianer Tobias, Tobias Sohn Wampapaquan und Mattshunannamo. Alle drei Männer waren enge Berater von Metacomet, dem Häuptling der Pokanoket, so dass der Verdacht auf den Häuptling als Initiator der Tat fiel. Es kann vermutet werden, dass dieser die Ermordung von John Sassamon angeordnet hat, da er ihn für einen Verräter hielt. Bewiesen ist dies allerdings nicht.
Durch das Verstecken der Leiche unter dem Eis soll vorgetäuscht werden, dass Sassamon ertrunken sei. Patuckson habe sich aus Furcht erst nicht melden wollen, war aber jetzt zu einer Zeugenaussage bereit. Aufgrund von Patucksons Aussage beschuldigte ein Gericht in Plymouth am 1. Juni 1675 die drei des gemeinschaftlichen Mordes an einem Wampanoag-Indianer auf indianischem Gebiet. Eine Jury aus zwölf Engländern und sechs als Beratern eingesetzten christianisierten Indianern (Praying Indians, nicht stimmberechtigt) verurteilte die drei zum Tode durch Hängen. Obwohl zur Verhängung des Todesurteils die damals aktuelle Rechtslage erforderte, zwei Zeugen des Tathergangs zu finden, entschied das Gericht, dass ein Augenzeuge reicht. Eine Woche nach der Urteilsverkündung wurde das Urteil vollstreckt. In einem Fall, es ist nicht bekannt, wer betroffen war, riss der Strick und der Delinquent wurde erst eine Woche später erschossen, nachdem er sich erneut zur Ermordung bekannt hatte.

## Schriften
- Robert Asher, Lawrence B. Goodheart, Alan Rogers: Murder on trial: 1620-2002. State University of New York Press, Albany 2005, ISBN 0-7914-6378-8, S. 45 (eingeschränkte Vorschau in der Google-Buchsuche [abgerufen am 9. Juli 2010]).
- Robert Blaisdell: Great speeches by Native Americans. Dover Publications, Mineola, N.Y. 2000, ISBN 0-486-41122-2, S. 103 (eingeschränkte Vorschau in der Google-Buchsuche [abgerufen am 9. Juli 2010]).
- Daniel K. Richter: Facing east from Indian country: a Native history of early America. Harvard University Press, Cambridge, Mass. 2001, ISBN 0-674-00638-0, S. 103 (eingeschränkte Vorschau in der Google-Buchsuche [abgerufen am 9. Juli 2010]).
- Joseph Barlow Felt: The Ecclesiastical History of New England: Comprising Not Only the Religious, But Also Moral, and Other Relations. Band 2. Congregational Library Association, 1862, S. 632 (online lesen in der Google-Buchsuche [abgerufen am 9. Juli 2010]).
- David Silverman, Frederick E. Hoxie, Neal Salisbury: Faith and boundaries: colonists, Christianity, and community among the Wampanoag Indians of Martha's Vineyard, 1600-1871. Cambridge University Press, New York 2005, ISBN 0-521-84280-8, S. 102 (eingeschränkte Vorschau in der Google-Buchsuche [abgerufen am 9. Juli 2010]).
- John Fiske, The Beginnings of New England, online auf gutenberg.org